# 患者サポート体制充実加算
2012年度の中医協において、厚生労働省が、愛媛県医師会、全国社会保険協会連合会(現地域医療推進機構)などで養成・配置されていた医療メディエーターの成果および組織体制の資料に基いて、こうした人材を配置している場合に診療報酬加算を行うことを提案し、最終的に「患者サポート体制充実加算」として認められるに至った。医療メディエーターの普及とその患者＝医療者双方にとっての効果が確認された結果といえる。また、その成果は順調に表れている。
加算獲得のためには、事務職の場合、20時間以上の研修が義務づけられている。厚生労働省は事務連絡で加算に適合する研修を「日本医療機能評価機構の研修」すなわち 和田仁孝・中西淑美らによって開発された医療メディエーター研修（医療機能評価機構のほか、日本医師会、日本医療メディエーター協会が実施）を中心とするものと規定し、その他は個別に判定するとしている[6]。 医療対話推進者養成研修は下記の組織・機関で実施されている。
医療機能評価機構（日本医師会・日本医療メディエーター協会）のプログラムに基くもの
- 日本医療機能評価機構（年10回程度）
- 日本医師会（年3回程度）
- 日本医療メディエーター協会各支部（北海道・東北・甲信越・首都圏・東海・北陸・近畿・中国・山陰・四国・九州・沖縄）
- 早稲田アカデミック・ソリューション（年6回程度）
- 国立病院機構東北・北海道ブロック
- 国立病院機構中国四国ブロック
- 国立病院機構九州ブロック
- 労働者健康福祉機構（労災病院グループ）
- 国家公務員共済連合会
- 文化厚生農業協同組合連合会（厚生連）
- 全日本民医連
- 全国社会保険協会連合会
- 私立医大医療安全連絡協議会（東京）
- セコム。グループ
- 徳洲会病院グループ
- 戸田中央医科グループ
- 愛媛県医師会
- 京都府医師会
- 石川県医師会
- 新潟県医師会
- 岩手県医師会
- 福岡市医師会
- 神戸市医師会
- 岩手県医療局
- 新潟県病院局
- 神奈川県立病院機構
- 大阪府病院機構
- 静岡県病院凶器
- その他国立循環器病センター、虎の門病院等、個別病院と日本医療メディエーター協会共催研修